# Волошко, Павел Порфирьевич
Павел Порфирьевич Волошко — советский хозяйственный, государственный и политический деятель.

## Биография
Родился в 1904 году в селе Абазовка. Член КПСС.
С 1921 года — на хозяйственной, общественной и политической работе. В 1921—1963 гг. — секретарь комсомольской ячейки в c. Абазовка, учащийся ФЗУ, слесарь
Полтавских паровозоремонтных мастерских, завотделом Сахновщинского райкома Компартии Украины, председатель Сахновщинской межрайонной кредитной кооперации, инспектор Полтавского кредитного окружного зерносоюза, председатель Кегичевского, Сахновщинского райколхозсоюзов, директор МТС, зав. отделом Донецкого облтрактороцентра, помощник наркома земледелия КазССР, начальник Алма-Атинского облзо, первый секретарь Алма-Атинского сельского райкома партии, второй секретарь Алма-Атинского обкома партии, председатель Западно-Казахстанского облисполкома.
Избирался депутатом Верховного Совета Казахской ССР 2-5-го созыва.
Делегат XXII съезда КПСС.
Умер в 1989 году.
Награждён орденом «Знак Почёта» (05.11.1940) «в связи с 20-летним юбилеем Казахской ССР, за достижения в развитии промышленности, сельского хозяйства, науки и искусства».